# Schinder
Schinder är ett berg i Österrike, på gränsen till Tyskland.   Det ligger i distriktet Kufstein och förbundslandet Tyrolen, i den västra delen av landet, 300 km väster om huvudstaden Wien. Toppen på Schinder är 1 808 meter över havet, eller 730 meter över den omgivande terrängen. Bredden vid basen är 11,9 km.
Terrängen runt Schinder är huvudsakligen kuperad. Närmaste större samhälle är Wörgl, 19,1 km sydost om Schinder. 
I omgivningarna runt Schinder växer i huvudsak blandskog. Runt Schinder är det ganska tätbefolkat, med 100 invånare per kvadratkilometer.